# Roland-Désourdy Airport
Roland-Désourdy Airport (franska: Aéroport Roland-Désourdy, engelska: Eastern Townships Regional Airport, Bromont Airport, franska: Aéroport de Bromont) är en flygplats i Kanada.   Den ligger i regionen Montérégie och provinsen Québec, i den sydöstra delen av landet, 230 km öster om huvudstaden Ottawa. Roland-Désourdy Airport ligger 109 meter över havet.
Terrängen runt Roland-Désourdy Airport är platt åt nordväst, men åt sydost är den kuperad. Terrängen runt Roland-Désourdy Airport sluttar västerut. Närmaste större samhälle är Granby, 12,2 km norr om Roland-Désourdy Airport.
I omgivningarna runt Roland-Désourdy Airport växer i huvudsak lövfällande lövskog. Runt Roland-Désourdy Airport är det ganska glesbefolkat, med 23 invånare per kvadratkilometer.